# Maria, i Aschimi
Maria, i Aschimi (em grego: Μαρία η άσχημη) é uma telenovela grega produzida e exibida pela Mega Channel, cuja transmissão ocorreu em 2007. É uma adaptação da trama colombiana Yo soy Betty, la fea, escrita por Fernando Gaitán.

## Elenco
- Aggeliki Daliani - Maria
- Anthimos Ananiadis - Alexis Mantas